# Летњи ударац (2024)
SummerSlam 2024, такође промовисан као Самерслам у Кливленду, био је професионални рвачки догађај са плаћањем по гледању (PPV) и преносом уживо преко интернета који је продуцирао WWE. Била је то 37. годињица SummerSlam-а одржана у суботу, 3. августа 2024. године, на стадиону Cleveland Browns у Кливленду, Охајо, за рваче из дивизија Raw и SmackDown ове промоције. Ово је био други SummerSlam одржан у Кливленду, након догађаја из 1996. године, који је одржан у Гунд арени . Главни домаћин овог догађаја био је рвач WWE Миз,родом из Кливленда
Ово је био први SummerSlam одржан након што се WWE спојио са подружницом Endeavor , Ultimate Fighting Championship (UFC) у септембру 2023. године, под заставом TKO Group Holdings . Био је то последњи SummerSlam који се преносио уживо на самосталној WWE мрежи, која је затворена на тржиштима где је услуга још увек била доступна у јануару 2025. године, а WWE садржај је премештен на Netflix . Такође је то био последњи SummerSlam који је одржан као догађај једноноћни, јер ће следеће године SummerSlam бити проширен на две.
На турниру је било укупно седам мечева. У главном мечу, који је био главни меч са SmackDown-а, Коди Роудс је победио Сола Сикоу у мечу Bloodline Rules-а и тако задржао титулу неприкосновеног WWE шампиона . У претпоследњем мечу, који је био главни меч за Raw, Гантер је победио Дејмијана Приста и освојио Светску титулу у тешкој категорији . Овај догађај је обележио повратак Романа Рејнса након паузе од Врестлманије XL у априлу.